# Ingénieur forestier
L’ingénieur forestier fait partie des spécialistes des écosystèmes forestiers. Il prévoit les travaux visant à atteindre un aménagement durable des ressources forestières et du territoire.

## Histoire

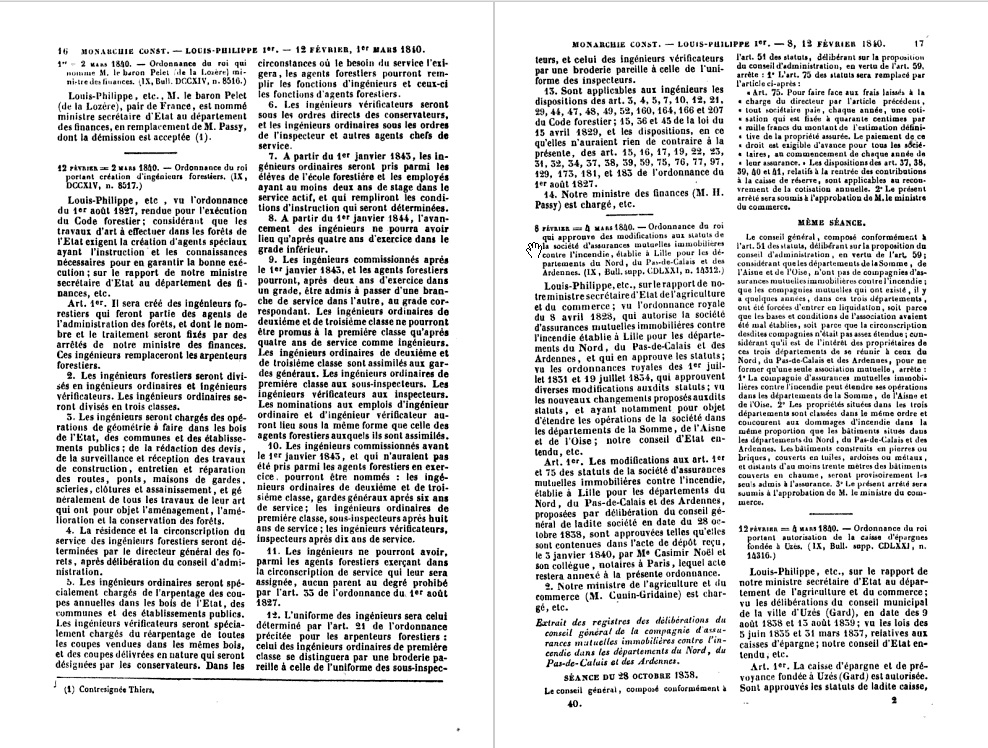
Ordonnance du roi du 2 mars 1840 portant création d'ingénieurs forestiers (IX, DCCXIV, No 8517).

Les mots « ingénieurs forestiers » apparaissent pour la première fois dans l'ordonnance du 2 mars 1840 sous la monarchie constitutionnelle de Louis-Philippe (dite « de juillet »).
Considérant que les travaux d'art à effectuer dans les forêts de l'État exigent des agents spéciaux ayant l'instruction et les connaissances nécessaires pour en garantir la bonne exécution, il est créé des ingénieurs forestiers qui feront partie des agents de l'Administration (officiers des eaux et forêts).
Le terme « ingénieur forestier » recouvrait jusqu'aux années 2000 deux corps administratifs :
- les ingénieurs des Eaux et Forêts (IEF, IGREF puis IPEF) formés à l’École de Nancy (ENEF puis ENGREF) (avant la réforme de 1950[3], « officiers brevetés du corps des Eaux et Forêts »)[4]
- les ingénieurs des travaux des Eaux et Forêts (ITEF) formés à l’École des Barres (ENITEF) (avant 1950, « officiers de gestion du corps des Eaux et Forêts »)[4]

Depuis 2011 la formation d' « ingénieur forestier » relève d'AgroParisTech sur le site de Nancy (ENGREF).

## Responsabilités
L’ingénieur forestier est notamment responsable des travaux suivants :
- Inventaire forestier
- Cartographie forestière
- Sylviculture (diagnostic et prescription forestière)
- Planification forestière (récolte/débardage, transport des grumes, reboisement artificiel ou régénération naturelle, coupes d'éclaircie, élagage, mises en sécurité, etc.)
- Aménagement récréatif et paysager
- Aménagement intégré des forêts
- Évaluation environnementale, avec éventuelle participation aux inventaires naturalistes
- Évaluation sylvicole des lots forestiers
- Protection des forêts contre les insectes, les maladies et le feu
- encadrement de la chasse (Gestion des revenus de la chasse, adjudication des lots de chasse, surveillance, rédaction des plans de chasse et contrôle de l'équilibre sylvo-cynégétique)
- Photo-interprétation forestière
- Travaux de génie public (construction de chemins, ponts, ponceaux)
- Mécanisation (Conseils sur le choix et l’utilisation de la machinerie forestière), pour ne pas trop abimer les sols notamment.

L'ingénieur travaille soit dans le secteur public (ministère, organismes nationaux ou internationaux), soit dans le secteur privé (expert forestier, industrie et filière bois, coopérative forestière...).
Ses principaux collaborateurs sont les biologistes, les aménageurs du territoire, les ingénieurs civils, les géomaticiens et les différents types de techniciens (technicien de la faune, techniciens forestiers).

## Études préparatoires à la profession
- En Belgique :

5 années d'études universitaires. Dans la partie francophone du pays, seules l'UCLouvain (Louvain-la-Neuve) et l'Université de Liège (Gembloux) forment des bio-ingénieurs. UCL - Master Forêt ; ceux-ci possèdent un master en 'gestion des forêts et des espaces naturels'.
- En France :

De 1824 à 1965 : l’École nationale des eaux et forêts (ENEF) était une école forestière de cadre militaire formalisée à Nancy en 1824 sous l’appellation École royale forestière. Elle change de nom en suivant les différents régimes politiques et devient École nationale des eaux et forêts par décret du 15 octobre 1898.
De 1884 à 1933: à l'École secondaire de Sylviculture des Barres, 45 promotions formèrent 304 gardes généraux des Eaux et Forêts (officiers forestiers) exclusivement issus de la formation professionnelle grâce à un concours ouvert aux préposés, commis et géomètres des Eaux et Forêts. Le recrutement est élargi en 1933 en ouvrant le concours aux fils et petits-fils de forestiers diplômés Ingénieurs agronome ou Ingénieur agricole. Désormais on parle des « officiers de gestion » formés à l’École secondaire des Barres ou sortis du rang, les distinguant des officiers des Eaux et Forêts « brevetés » diplômés à Nancy.
De 1950 à 1961: à partir de 1950 l’École Forestière des Barres forme des « Ingénieurs des Travaux des Eaux et Forêts » (ITEF) parmi les élèves diplômés des quatre Écoles nationales d'Agriculture (1/3) et pour 2/3 sur un concours distinct parmi les gardes et les brigadiers des Eaux et Forêts titulaires du baccalauréat ou du brevet supérieur. Les 9 promotions (1954-1961) recrutées suivant ces modalités, formèrent 85 Ingénieurs des Travaux dont 10 étaient issus des Écoles Nationales d'Agriculture.
De 1965 à 1990 : l'école secondaire des Barres est transformée à son tour en 1966 en École nationale des ingénieurs des travaux des Eaux et forêts (ENITEF), rattachée à la direction de l'enseignement du Ministère de l'Agriculture et dotée de l'autonomie financière. Elle recrute à partir du concours commun aux écoles agronomiques (INA et ENSA). Les promotions comprennent de 20 à 30 élèves, dont la plupart sont des élèves fonctionnaires appartenant au corps des Ingénieurs des Travaux des Eaux et Forêts (ITEF) du Ministère de l'Agriculture. À partir de 1952, l'école accueille quelques élèves externes ainsi que des élèves et auditeurs étrangers. La formation des ingénieurs forestiers à l’École des Barres a pris fin en 1990 - 99e promotion - pour laisser place jusqu'en 2012 à la Formation des Ingénieurs Forestiers -FIF – auprès de l'ENGREF à Nancy.
De 1990 à 2009 : 3 ans à la Formation des Ingénieurs Forestiers de l'École nationale du génie rural, des eaux et des forêts (ENGREF), qui recrute après 2 ans de classes préparatoires scientifiques. Cette formation disparaît à la rentrée 2010, et son contenu est largement transféré dans la formation des ingénieurs AgroParisTech spécialisés forêt dispensée au sein du centre de Nancy. La spécialisation Management forestier et logistique d’approvisionnement en bois est également proposée en deuxième et troisième années du cursus ingénieur agronome à Bordeaux Sciences Agro.
- au Maroc:

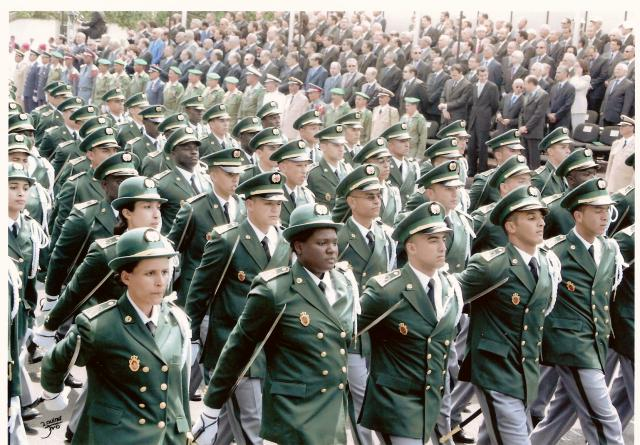
Élève officiers de réserve de l'ÉNFI lors d'un défilé en 2006.

 La mission principale assignée à l’École nationale forestière d'ingénieurs est la formation de l’Ingénieur des Eaux et Forêts.
La formation se déroule en six ans et est répartie sur trois cycles de deux années chacun. Elle comprend un enseignement théorique à caractère académique, des applications pratiques, en salle et sur le terrain, des tournées didactiques, des stages professionnels et, la préparation d'un mémoire individuel en fin d'études.
- Au Québec :

2 années au collège (Diplôme d'études collégiales, spécialisation en science de la nature).
Puis 4 ans au Baccalauréat en génie forestier (3 spécialités possibles : aménagement forestier, opérations forestières ou science du bois).
Il est à noter, qu'au Québec, les ingénieurs forestiers sont titulaires d'un permis émis par l'Ordre des ingénieurs forestiers du Québec, qui est distinct de l'Ordre des ingénieurs du Québec. Les deux étant distinctement régis par le Code des professions.
- En Suisse :

Le titre « Ingénieur forestier EPF » de l’École polytechnique fédérale de Zurich (EPFZ)  a disparu en 2007 à la suite d'une restructuration. Actuellement, on peut soit obtenir un titre de « Master of Science EPF en Sciences naturelles de l'environnement avec Major en Gestion de la forêt et du paysage » à l’EPFZ, soit un « Bachelor HESB en Foresterie », qui peut être complété par un « Master of Science HESB en Life Sciences avec major en Value Chain Management in Agriculture and Forestry / Sustainable Agricultural and Forestry Systems / Agriculture and Forestry in Transition », à la Haute École Spécialisée Bernoise . Un certificat d'éligibilité (1 an de stage) est demandé pour les postes des administrations cantonales.